# Historische Vereniging Haerlem

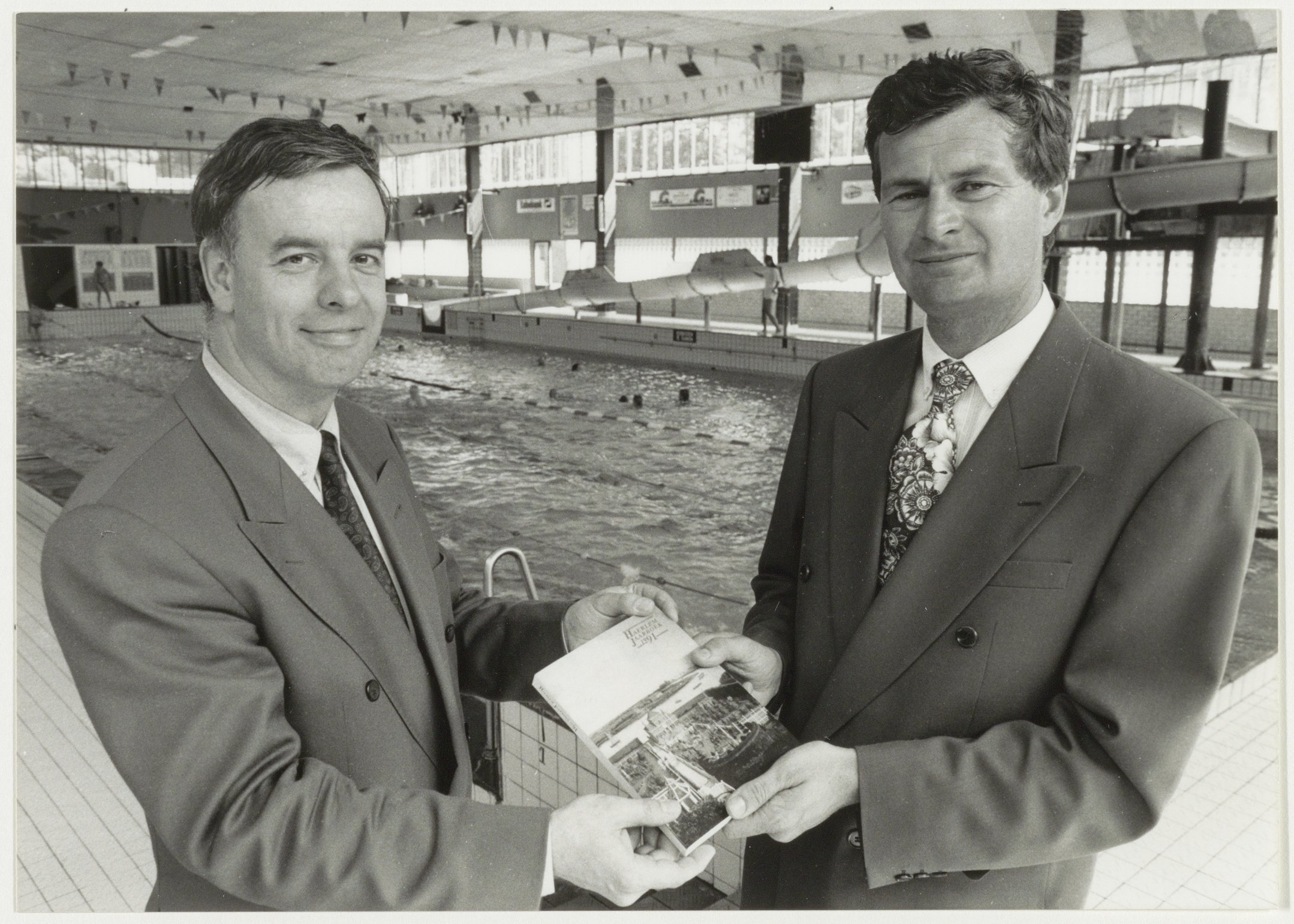
Presentatie jaarboek Haerlem 1991 aan wethouder Peter Schouten door W.J. van Luyken, voorzitter vereniging Haerlem in het Sportfondsenbad

De Historische Vereniging Haerlem is opgericht in 1901 en heeft als doelstelling de geschiedenis van Haarlem levend te houden. Haarlem kent talrijke historisch belangrijke punten, zoals de Grote of Sint-Bavokerk, het stadhuis en de Vleeshal op de Grote Markt. De vereniging beoogt deze zaken te behouden voor de toekomst en wil de geschiedenis van Haarlem en Kennemerland onder de aandacht brengen van een breder publiek.

## Huisvesting

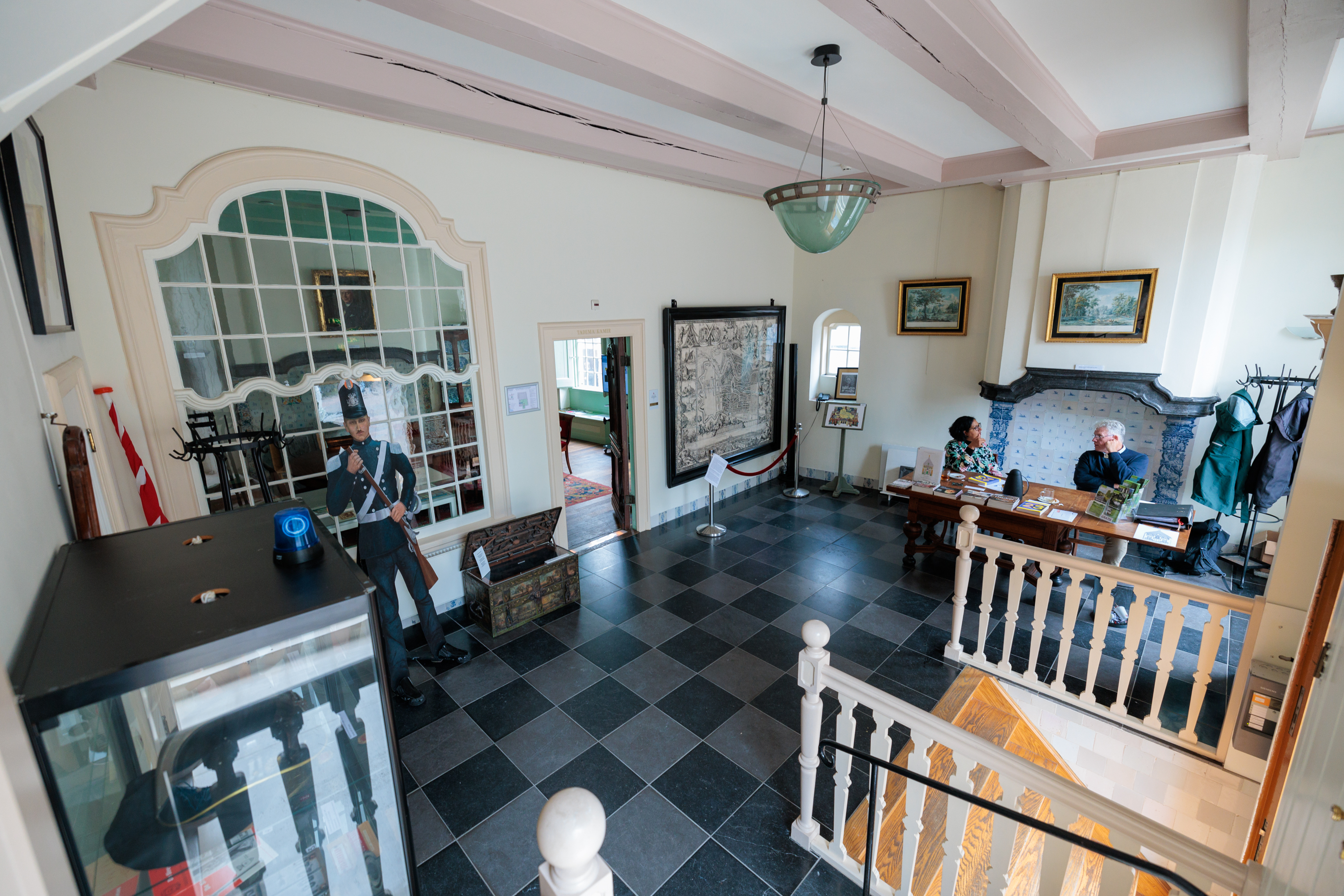
Ontvangsthal tijdens openstelling Hoofdwacht door het Historisch Vereniging Haerlem

Sinds 1919 is de Hoofdwacht aan de Grote Markt de thuisbasis van de vereniging. Deze huurt het pand van de gemeente.